# Västra Torsås kapell

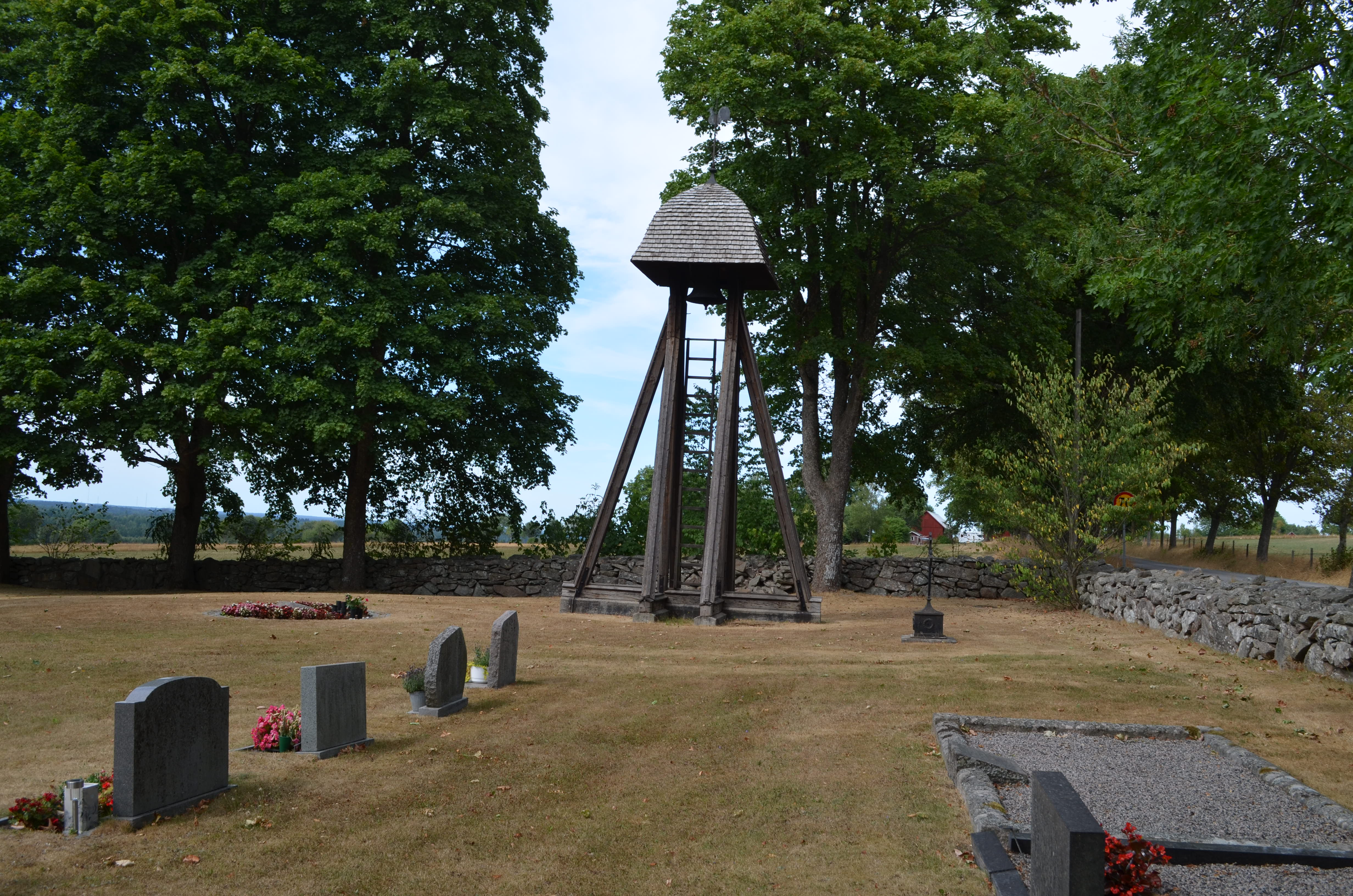
Klockstapeln.

 Västra Torsås kapell  är en kyrkobyggnad i Växjö stift. Den är församlingskyrka i Västra Torsås församling. 

## Kyrkobyggnaden
Som en följd av att  Västra Torsås socken bildas under 1200-talet byggdes en kyrka i Torsås by. Det var en byggnad uppförd i trä. När den nya kyrkan  uppförts i Lönashult 1872 revs den medeltida träkyrkan. Själva kyrkogården kom att användas trots att kyrkan var borta.
Ett par årtionden in på 1900-talet tog befolkningen i Torsås by initiativet att på den gamla kyrkogården bygga ett kapell. Kapellet  uppfördes efter ritningar av arkitekt  Paul Boberg och var från början avsett som begravningskapell men kom så småningom att användas som gudstjänstlokal.
Kapellet som är uppfört i trä med de medeltida kyrkorna som förebild består av ett  långhus med ett rakslutande kor i öster och ett vapenhus i väster. I anslutning till koret är sakristian belägen. Byggnaden är reveterad och vitputsad. Taket belagt är med tegel. Långhusets västra gavel är försedd med en korsglob. Interiören präglas av det välvda taket och den rektangulära koröppningen.
1939 uppfördes för kyrkklockan en fristående öppen klockstapel  i trä sydöst om kapellet. 

## Inventarier
- Altare med ett krucifix med inläggning av silver och pärlemor.
- Dopfunt i ådrat trä.
- Altartavla med rikt förgylld ram.
- Ambo.
- Golvur.
- Öppen bänkinredning.
- Orgelläktare.

## Orgel
Den mekaniska orgeln är byggd av 1964 Jacoby Orgelverkstad.
| Manual            | Pedal   |
| Trägedackt 8’     | Bihängd |
| Koppelflöjt 4’    |         |
| Principal 2’      |         |
| Oktava 1’         |         |
| Terscymbel 2 chor |         |